# Гардюр
Га́рдюр (исл. Garður, исландское произношение: [ˈkarðʏr̥], в пер. огороженное место) — город в Исландии.

## География, описание
Город Гардюр расположен на юго-западе Исландии, в регионе Сюдюрнес, на севере полуострова Рейкьянес, в 10 километрах севернее города Кеблавик. Площадь города составляет 21 км². Численность населения — 1 451 человек (на 1 декабря 2007 года). Плотность населения равна 69,1 чел./км².
В районе Гардюра океан постепенно наступает на берег, так что со временем город уйдёт под воду. В настоящее время многие жители Гардюра переехали в более крупные Рейкьявик и Кеблавик, или же ежедневно ездят в эти города на работу. Ранее Гардюр был крупным рыболовецким портом. И сегодня здесь работают 3 рыбоперерабатывающих завода. В городе построены два больших маяка; в одном из них расположен также региональный музей с экспозицией находок и сокровищ, поднятых с затонувших кораблей.
В окрестностях города также находятся места гнездовий многочисленных морских перелётных птиц — в том числе канадских казарок, полярных крачек и различных видов чаек.

## Известные уроженцы и жители
- Нанна Бриндис Хильмарсдоуттир — вокалистка исландской инди-фолк-группы «Of Monsters and Men»